# Dajmanjaureh (Frostvikens socken, Jämtland, 721227-143671)
Dajmanjaureh är en sjö i Strömsunds kommun i Jämtland och ingår i Ångermanälvens huvudavrinningsområde. Sjön har en area på 0,0277 kvadratkilometer och ligger 796,2 meter över havet. Sjön avvattnas av vattendraget Västra Daimanjukke.

## Delavrinningsområde
Dajmanjaureh ingår i det delavrinningsområde (721536-143800) som SMHI kallar för Inloppet i Daimanjaureh. Medelhöjden är 920 meter över havet och ytan är 19,33 kvadratkilometer. Det finns inga avrinningsområden uppströms utan avrinningsområdet är högsta punkten. Västra Daimanjukke som avvattnar avrinningsområdet har biflödesordning 3, vilket innebär att vattnet flödar genom totalt 3 vattendrag innan det når havet efter 339 kilometer. Avrinningsområdet består mestadels av kalfjäll (99 procent). Avrinningsområdet har 0,15 kvadratkilometer vattenytor vilket ger det en sjöprocent på 0,7 procent.